# Тортора Марина (Козенца)
Тортора Марина је насеље у Италији у округу Козенца, региону Калабрија.
Према процени из 2011. у насељу је живело 4884 становника. Насеље се налази на надморској висини од 14 м.